# Parque nacional de Bamingui-Bangoran
El parque nacional de Bamingui-Bangoran (del francés: Parc National du Bamingui-Bangoran) es un espacio protegido que tiene la condición doble de Parque nacional y de Reserva de la Biosfera, está ubicado en la región norte de la República Centroafricana. Forma parte del bioma de Bosques Guinea-Congo, y fue establecido en el año 1993. La Reserva Natural Estricta de Vassako Bolo está en medio del parque. 
El parque y el complejo de reserva de la biosfera se encuentra en el centro-norte del país, al oeste de N'Délé y cerca de la frontera con Chad.